# Pedicularis brachycrania
Pedicularis brachycrania är en snyltrotsväxtart som beskrevs av Hui Lin Li. Pedicularis brachycrania ingår i släktet spiror, och familjen snyltrotsväxter. Inga underarter finns listade i Catalogue of Life.